# Liste der denkmalgeschützten Objekte in Musau
Die Liste der denkmalgeschützten Objekte in Musau enthält die denkmalgeschützten, unbeweglichen Objekte der Gemeinde Musau.

## Denkmäler
| Foto |                 | Denkmal                                                                | Standort                                      | Beschreibung | Metadaten |
| ---- | --------------- | ---------------------------------------------------------------------- | --------------------------------------------- | --- | --- |
| ja   | Datei hochladen | Kapelle hl. Antonius HERIS-ID: 39966 Objekt-ID: 39826 TKK: 25517       | neben Brandstatt 35 Standort KG: Musau        | Der Betraum der Antoniuskapelle in Brandstatt weist eine Flachdecke und eine Rundapsis auf. | BDA-Hist.: Q37991758 Status: Bescheid Stand der BDA-Liste: 2025-06-30 Name: Kapelle hl. Antonius GstNr.: .39 Kapelle hl. Antonius, Brandstatt |
| ja   | Datei hochladen | Kapelle Mariae Heimsuchung HERIS-ID: 39967 Objekt-ID: 39827 TKK: 33483 | Roßschläg 124, in der Nähe Standort KG: Musau | Die Kapelle in Roßschläg ist seit 1882 der Pfarre Pinswang zugeteilt. An den rechteckigen Betraum schließt ein eingezogener Chor mit Stichkappengewölbe an. Das Altargemälde stammt aus der Zeit um 1800. | BDA-Hist.: Q37991767 Status: Bescheid Stand der BDA-Liste: 2025-06-30 Name: Kapelle Maria Heimsuchung GstNr.: .60                             |